# Letterwouw
De letterwouw (Elanus scriptus) is een roofvogel uit de familie der havikachtigen. Deze middelgrote roofvogel is een endemische vogelsoort in Australië.

## Kenmerken
De letterwouw heet zo omdat in vlucht een zigzag zwarte band over de vleugel de (onderbroken) letter "W" toont. De vogel is nauw verwant aan de Australische grijze wouw en is ongeveer even groot: 35 tot 38 cm lang. De kruin is wat grijzer en de ogen zijn wat groter dan die van de Australische wouw, waardoor de vogel het uiterlijk van een uil heeft. De vogel jaagt zowel overdag als ook 's nachts.

## Voorkomen en leefgebied
De letterwouw komt als broedvogel voor binnen een beperkt gebied in het Noordelijk Territorium, het westen en zuidoosten van Queensland en het noorden van Zuid-Australië. Het is een bewoner van graslanden die spaarzaam begroeid zijn met bomen, in de buurt van waterlopen. Het verloop in populatie-aantallen is zeer grillig en sterk afhankelijk van de regenval in een bepaald jaar. De letterwouw is afhankelijk van zijn prooidieren, voornamelijk knaagdieren die ook sterk variëren in aantal met de weersomstandigheden. Ze worden vaak gezien in groepen en in gunstige omstandigheden vormen zij broedkolonies. Buiten de broedtijd wordt de letterwouw in sommige jaren in bijna het gehele land waargenomen.

## Status
De letterwouw heeft een betrekkelijk groot verspreidingsgebied en daardoor al is de kans op uitsterven  niet groot. De grootte van de populatie is in 2021 geschat op minimaal duizend volwassen individuen. Over trends in de toekomst valt lastig iets te zeggen door de grote jaar op jaar variatie. Mogelijk is de gemiddelde populatie-omvang stabiel. De vogel staat als gevoelig op de Rode Lijst van de IUCN omdat intensivering van de veehouderij binnen het verspreidingsgebied mogelijk een negatief effect zal hebben op het voorkomen van knaagdieren. Verder zijn er aanwijzingen dat verwilderde katten de nesten van de letterwouw uithalen.

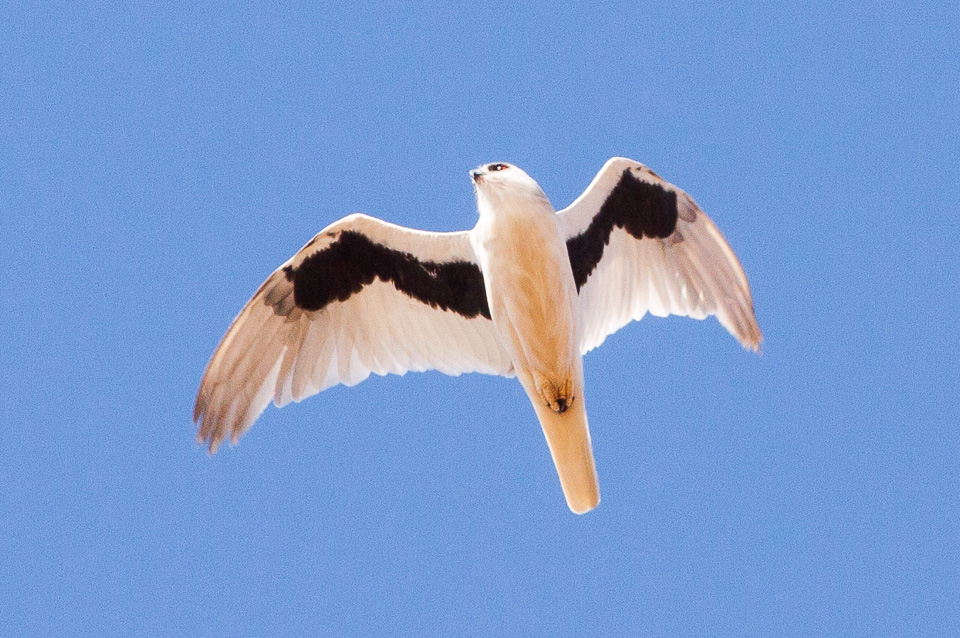